# Prachovnice

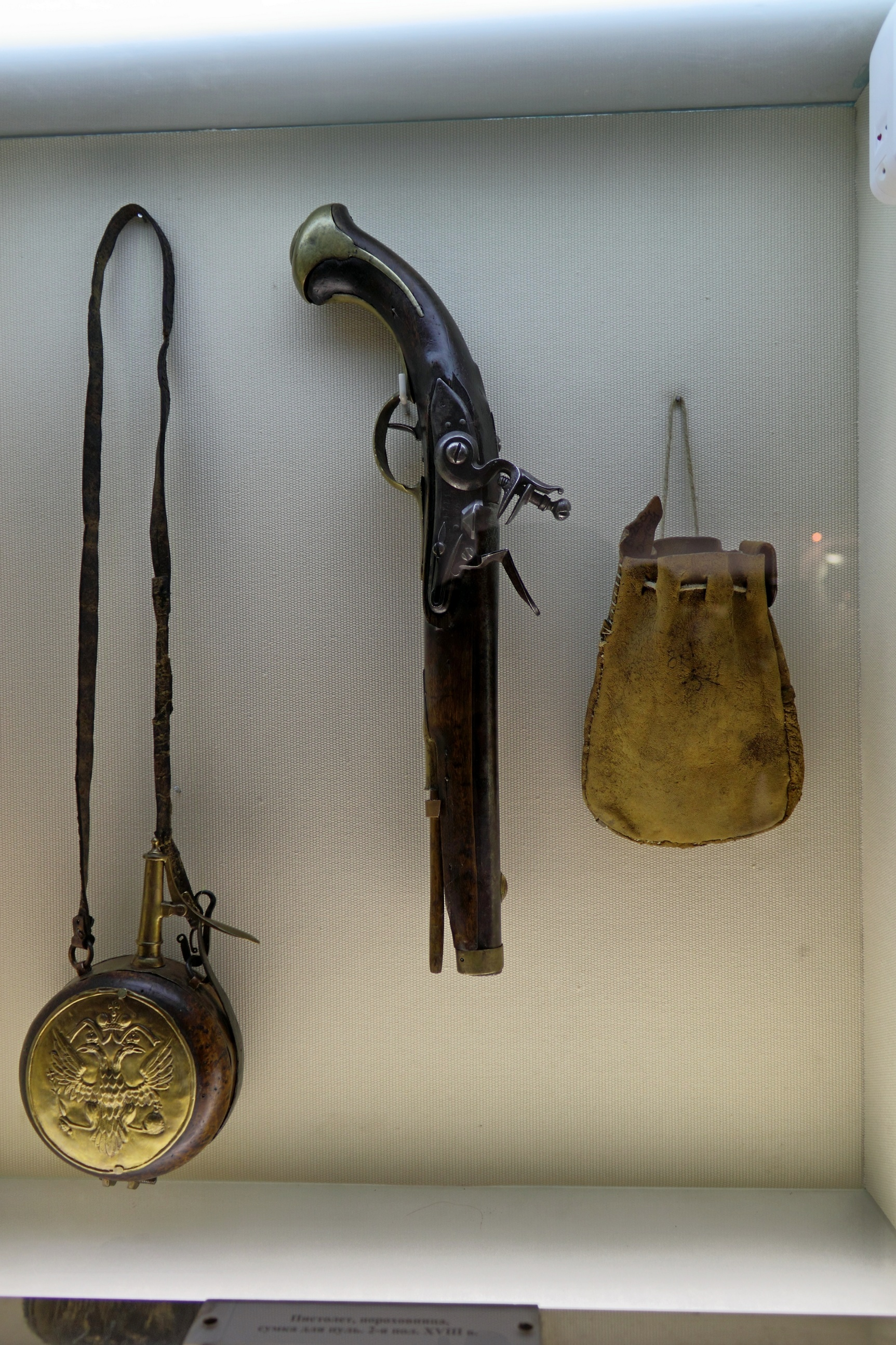
Prachovnice, pistole a váček na kule

Prachovnice je nádobka, která chrání černý střelný prach před vlhkostí. Použitý materiál může být kůže, dřevo, zvířecí roh (kravský) či paroh (jelení) nebo mosaz; z exotických materiálů pak želvovina, slonovina nebo perleť. Železo se prvoplánově nepoužívalo, neboť je dost tvrdé, aby při úderu vykřesalo jiskru.
Stejně jako černý střelný prach byla prachovnice používána v 16.–19. století, než byla vytlačena jednotným nábojem. V současnosti slouží k uchování a odsypávání prachu do zbraně při střelbě z historických palných zbraní. [zdroj?]

## Galerie

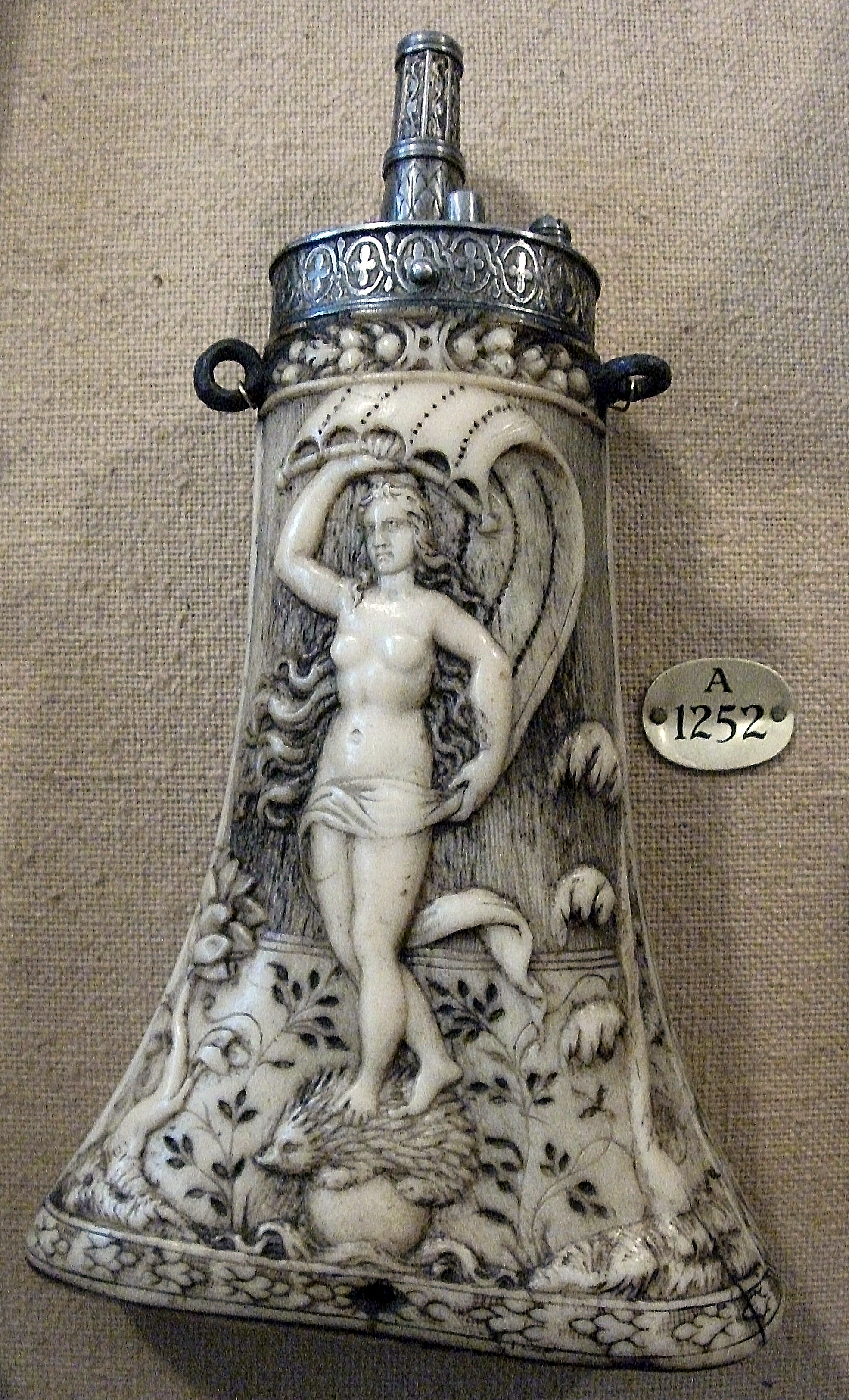
Neznámý autor, Německo, cca 1570, paroh a ocel, rytí a řezba. Výška: 19,6 cm Váha: 0,205 kg A1252